# Mickey Mouse in Vietnam
Mickey Mouse in Vietnam (tên gốc Short Subject, tạm dịch: Chuột Mickey ở Việt Nam) là một bộ phim hoạt hình ngắn 16mm không chính thức. Đạo diễn phim là Whitney Lee Savage (cha của Adam Savage, nổi tiếng qua MythBusters), nhà sản xuất và nhà thiết kế chính là Milton Glaser. Phim được sản xuất độc lập vào năm 1969 và có tổng thời gian chạy một phút.

## Cốt truyện
Chuột Mickey được nhìn thấy đang đi bộ vui vẻ cho đến khi nhìn thấy tấm biển ghi "Tham gia quân đội và nhìn ra thế giới"; sau đó chú bước ra ngoài màn hình và quay lại với một chiếc mũ bảo hiểm và một khẩu súng; chú đến Việt Nam trong giai đoạn chiến tranh bằng một con tàu du lịch; tuy nhiên, một lúc sau khi đang đi trên thảm cỏ, chú bị kẻ địch bắn vào đầu. Đoạn phim ngắn kết thúc với cảnh Mickey nằm chết trên mặt đất, nụ cười của chú dần biến thành một cái cau mày.

## Sản xuất
Đoạn phim ngắn được sản xuất dưới sự bảo trợ của một xưởng phim tên là Max Cats và Whittesey Sledge Studios. Theo Glaser, phim là sự đáp trả của Liên hoan Nghệ thuật Giận dữ, mà theo ông là "một loại hình phản đối, mời các nghệ sĩ sản xuất thứ gì đó để đại diện cho "lo ngại về chiến tranh ở Việt Nam và mong muốn kết thúc nó". Chuột Mickey được chọn do là biểu tượng của sự ngây thơ.

## Đón nhận
Phim đã nhận được giải thưởng từ Liên hoan phim ngắn quốc tế Oberhausen năm 1970. Theo Glaser, nó đã được khán giả đón nhận một cách tích cực.

### Tình trạng
Phim bị cho là thất lạc nhiều năm. Phim được trình chiếu với tựa đề tiếng Pháp là Mickey au Vietnam hoặc Mickey Mouse au Vietnam tại Festival Côté court de Pantin ở Pháp năm 1998 và 2003. Trong cả hai trường hợp, bản sao đều đến từ nhà phân phối ISKRA của Pháp. Cinémathèque québécoise ở Montreal, Canada, đã sử dụng bản sao của chính họ vào năm 2004.
Ngày 22 tháng 4 năm 2013, một người dùng YouTube tên là abadhiggins đã tải đoạn phim lên. Năm năm sau, ngày 31 tháng 7 năm 2018, đoạn phim ngắn đầy đủ được một người dùng YouTube khác là CDCB2 tải lên dựa trên một bản VHS méo mó, có độ phân giải thấp; phiên bản này bao gồm phần mở đầu và kết thúc, đầu phim có phần đếm ngược SMPTE Universal và phần Telecine Compact Video Systems chèn trong trang trình bày VHS phân đoạn của Disney, cả hai đều không có trong bản từng xuất hiện năm 2013, cũng như phần âm thanh, cho đến lúc đó, đã được cho là hoàn toàn bị thất lạc. Bản nhạc nổi bật được sử dụng trong nhạc phim là The Gonk của Herbert Chappell, phổ biến trong bộ phim kinh dị Dawn of the Dead của George A. Romero. Video này được đăng lại bởi CDCB2 với chất lượng âm thanh tốt hơn vào ngày 30 tháng 11 năm 2021.